# Felix Schoft
Felix Schoft, né le 6 juillet 1990 à Garmisch-Partenkirchen, est un sauteur à ski allemand.

## Biographie
Membre du club de sa ville natale Garmisch-Partenkirchen, il gagne sa première compétition internationale en 2005 dans la Coupe OPA.
Il fait ses débuts dans la Coupe du monde à l'occasion de la Tournée des quatre tremplins 2006-2007. En 2008, il remporte le titre de champion du monde junior par équipes à Zakopane
Pour la saison 2008-2009, il devient membre de l'équipe pour la Coupe du monde, pour rapidement monter sur son premier et unique podium à Kuusamo avec ses coéquipiers Michael Uhrmann, Martin Schmitt et Michael Neumayer. Ensuite, à Pragelato, il enregistre son meilleur résultat individuel à ce niveau avec une 17e place. En 2009 et 2010, il est médaillé d'argent par équipes aux Championnats du monde junior.
En 2012, alors cantonné à participer à la Coupe continentale, il gagne sa première compétition hivernale dans cette coupe à Sapporo.
Il prend sa retraite sportive en 2014.

## Palmarès

### Championnats du monde junior
| Épreuve / Édition | Tarvisio 2007 | Zakopane 2008 | Strbske Pleso 2009 | Hinterzarten 2010 |
| Individuel        | 13e           | 21e           | 16e                | 6e                |
| Par équipes       | 4e            | Or            | Argent             | Argent            |

### Coupe du monde
- Meilleur classement général : 45e en 2009.
- Meilleur résultat individuel : 17e.
- 1 podium en épreuve par équipes : 1 troisième place.

#### Classements en Coupe du monde
| Année     | Classement général final |
| 2008-2009 | 45e                      |
| 2010-2011 | 51e                      |
| 2011-2012 | 67e                      |
| 2012-2013 | 68e                      |

### Coupe continentale
- 12 podiums, dont 3 victoires.